# Ceratosoma cervinum
Ceratosoma cervinum är en mångfotingart som beskrevs av Karl Wilhelm Verhoeff 1899. Ceratosoma cervinum ingår i släktet Ceratosoma och familjen knöldubbelfotingar. Inga underarter finns listade i Catalogue of Life.